# Mariina vyhlídka
Mariina vyhlídka nebo také  Mariina skála (německy Marienfels) je pískovcový skalní vrchol v Národním parku České Švýcarsko. Vyhlídka se nachází v nadmořské výšce 428 metrů severně od Jetřichovic v okrese Děčín.

## Historie

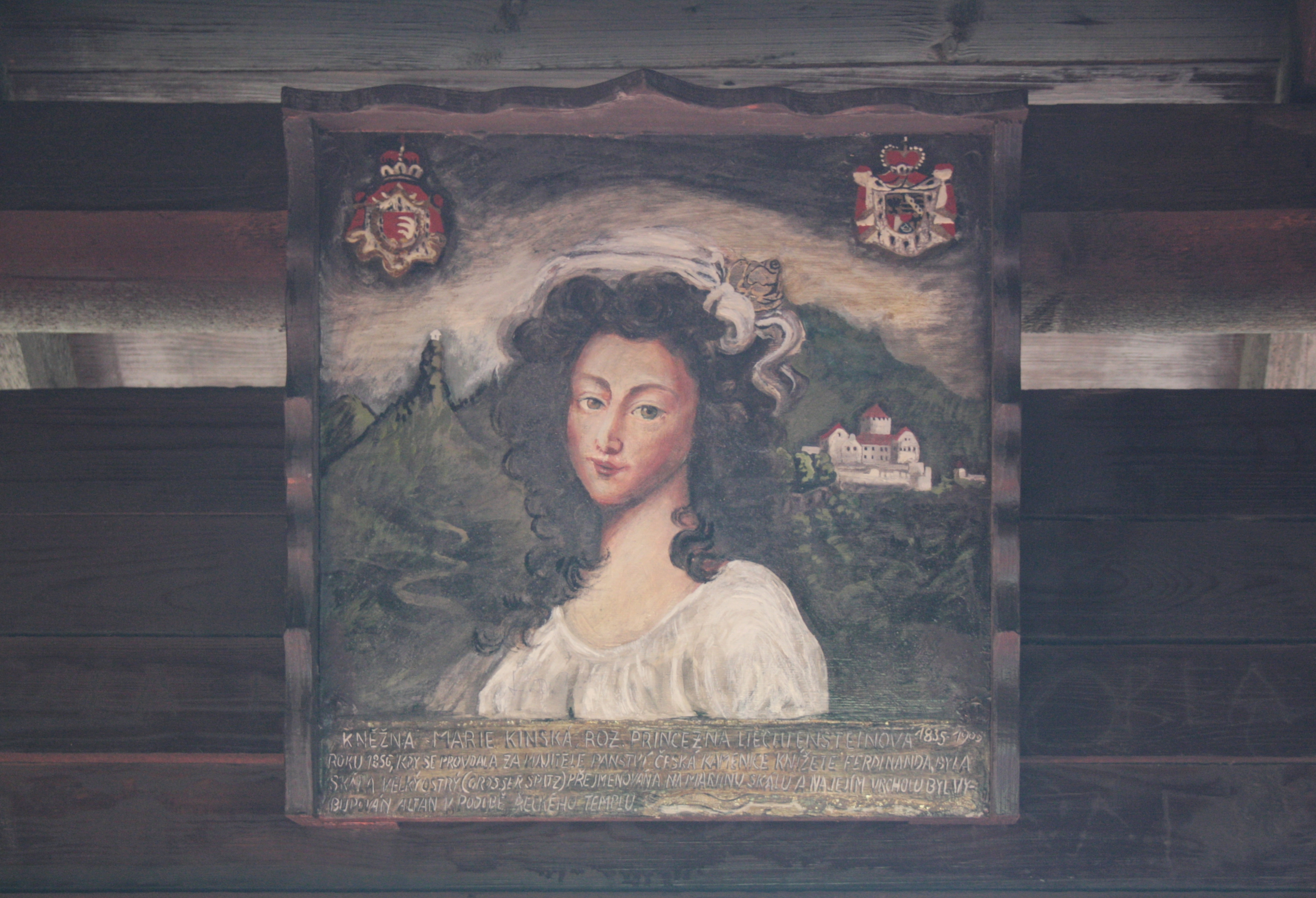
Vyobrazení kněžny Marie Kinské ve vyhlídkovém altánu

V roce 1856 nechal na vrcholku postavit Ferdinand Bonaventura, 7. kníže Kinský chatku, která sloužila jako pozorovatelna protipožárním hlídkám. V devatenáctém století také získal kopec své současné jméno, když byl pojmenován Marienfels po Marii Anně Kinské, manželce majitele panství. Předtím nesl kopec jméno Velký Ostrý (německy Grosser Spitziger).
V roce 2005 chata na vrcholu shořela následkem nedbalosti návštěvníků, o rok později byla obnovena. A koncem února 2021 byl na skále pomocí vrtulníku usazen nový altán.
Lokalita je na území spravovaném CHKO Labské pískovce. Kolem skály vede z Jetřichovic mezinárodní dálková trasa E3 (dříve značená EB) určená pro pěší turisty, která dále pokračuje na Vilemíninu stěnu a Rudolfův kámen.